# Újfalvy Krisztina
Mező-kövesdi Újfalvy Krisztina, Máté Jánosné (Szőkefalva, 1761. szeptember 3. – Mezőcsávás, 1818. január 29.) költőnő, az első női jegyző.

## Életútja

### Gyermekkora
1761. szeptember 3-án, a Küküllő megyei Szőkefalván született. Előkelő családból származott, Újfalvi Sámuel, küküllői főbíró és Sombori Bora lánya volt. Miután apja korán meghalt (1768. április 6.), a mindössze hétévesen árvaságra jutott feltűnő szépségű és kellemes modorú lány nevelése anyjára maradt. Kőváry László egyik munkájában kinézetét írja le, a kor egyik szépségének nevezi. ĺgy aztán nem csoda hogy sokan szerették volna nőül venni. Többek között  gr. Haller Lászlót is sikerült elbűvölnie, ám viszonyuk azzal ért véget, hogy a gróf más nőt vett feleségül. Ekkor Krisztina csalódottan és elkeseredésében elhatározza, hogy kérői közül a legeszesebbet, de a legcsúnyábbat választja férjéül.

### Házassága, halála
Ezt meg is találta havadi Máté János személyében, aki vagyonos birtokos és tudományosan képzett férfi volt. 1780. május 22-én tartották esküvőjüket. Azonban ezt a házasságot azzal a feltétellel kötötte, ha férje teljes szabadságot biztosít számára és szerelmére nem tart igényt. Esküvőjük után a marosszéki Mezőcsávásra költöztek. A férjnek viszont szintén megvoltak saját elvárásai a házassággal kapcsolatban, melyekhez ragaszkodott és nem egyeztek, az összetűzések egyre gyakoribbak lettek.
1784. július 16-án született Klára nevű lányuk. A boldogtalanság, a magány ihlette azokat a dalokat és verseket, melyek fájdalmait érzékeltetik. Vigaszt csak egyetlen barátnője, Molnár Borbála tudott nyújtani neki, kapcsolatuk főleg levelezésből állt. Klára lányát férjhez adta a sepsiszentiványi Kispál Lászlóhoz. Később, a téli hónapokat rokonainál töltötte, azonban tavasszal visszatért férjéhez, ezt követően pedig, előbb Marosvásárhelyre, majd Kolozsvárra költözött. Itt hamarosan  megjött az életkedve, nagy figyelmet fordított az öltözködésére, társasági életet élt, férfiakkal ismerkedett, levelezett. Kalandjairól legendák jártak. Ekkor írhatta a szépdallamú dalt:
Ez a élet úgy se sok,
Használják az okosok.
Fergeteges néha bár,
Vesztegetni mégis kár....
Jóideig élte világát így, de amikor értesült arról, hogy férje megbetegedett, visszatért Mezőcsávásra és két évig ápolta súlyos vízibetegségében. Ez alatt községe jegyzőjének is megválasztotta. Itt  nagy szeretettel és tudással intézte  a falubeliek ügyes-bajos dolgait, jogi tanácsokat adott nekik, kérvényeket szerkesztett számukra. Máté János 1815 márciusában meghalt. Az akkor 54 éves asszony saját kezűleg írta meg férje gyászjelentését. Ugyancsak elkészítette saját gyászjelentését is és az akkori erdélyi szokás szerint, hosszadalmasan leírja életét és szenvedéseit. Ezutan ő maga is betegeskedni kezdett és 1818. január 29-én halt meg Mezőcsáváson. Sírja a templomkertben található.

## Művei
Költeményeit nem szánta a nyilvánosságra, ezek halála után egy füzetben összeírva Döbrentei Gábor birtokába kerültek és csak később elszórtan jelentek meg.
- Elegyes tárgyú ábrázolatok
- Barátsági vetélkedés, vagy Molnár Borbárának Máté Jánosné aszszonynyal két nem hibái és érdemei felől folytatott levelezései. Kolosvár, 1804

### Kéziratban
- A máriavári hajadon vagy is egy fejedelmi kis familiának elé adása, érzékeny játék öt felvonásban.

Ezen kívül naplója is fennmaradt, erről a Reggeli Ujság (1899. 107. sz.) így ír: „Ujfalvi Krisztina naplója. A budapesti tudományegyetem könyvtára három köt. nagyérdekű és irodalomtörténeti szempontból becses naptár-naplót szerzett be. E háromkötetes napló a század elején elhalt híres magyar költőnő tulajdona volt és három eddig ismeretlen versét is tartalmazza ... E naplóban fel van jegyezve minden találkája, a hely és az idő, sőt még szerelmeseinek neve is.”
Könyvtára Szőkefalván napjainkban is  megvan és 173 magyar munkából áll, mind saját aláírásával van ellátva. Ennek katalogusát (4-rét, öt oldalnyi jegyzék) szintén a költőnő írta és dédunokája, Kispál Sándor publikálta a Philologiai Közlöny 1887. évfolyamában.